# Eusterinx apophysa
Eusterinx apophysa là một loài tò vò trong họ Ichneumonidae.